# Radio Galicja
Radio Galicja – lokalna nowosądecka stacja radiowa. Działalność rozpoczęła 16 grudnia 2006.
Formatem muzycznym radia był CHR. W ciągu dnia, co godzinę pojawiały się serwisy informacyjne i programy z udziałem słuchaczy. W piątkowe wieczory nadawano audycję DJ's Live, w której muzyka mieszana była na żywo w studiu rozgłośni. Emitowane były również audycje autorskie Maxa Farenthide'a oraz duetu Alchemist Project.
Stacja nadawała na częstotliwości 104,6 MHz z nadajnika zlokalizowanego na Jaworzynie Krynickiej, a od lipca 2007 także z nadajnika na górze Wysokie. Siedziba stacji mieściła się w Nowym Sączu. 
13 października 2008 została sfinalizowana transakcja kupna Radia Galicja przez spółkę Multimedia, właściciela sieci RMF MAXXX.
23 stycznia 2009 o godzinie 17:00 na 104,6 MHz pojawił się RMF MAXXX. Pierwszą wyemitowaną audycją była lista przebojów "Hop Bęc".

## Ludzie radia
- Waldemar Wojtas – od 2007 do marca 2008 "Pasmo w pracy", od marca 2008 do Sierpnia 2008 "Gorące pozdrowienia" i "Hit Shaker", od sierpnia do 24 Grudnia 2008 "Druga Zamiana". Od jesieni 2008 dyrektor programowy Radia Galicja[4][1]. (Od stycznia 2009 DJ w radiu Planeta FM w Warszawie[5].)
- Artur Siuta – dyrektor muzyczny. Od początku istnienia Galicji do Marca 2008 prowadził listę Hit Shaker i gorące pozdrowienia.
- Renata Pasiut od 16 grudnia 2006 do marca 2008 – newsroom, od Marca 2008 do Sierpnia 2008 "Kawa Herbata i Renata", poranny program, od grudnia 2008 do 23 stycznia 2009 "Druga Zmiana". (Potem reporterka RMF MAXXX Nowy Sącz.)
- Michał Rejduch – od marca 2008 do sierpnia 2008 "Druga Zmiana", od sierpnia 2008 do 23 stycznia 2009 "Poranek z Radiem Galicja". (Od stycznia 2009 do lipca 2009 w RMF MAXXX Kraków, od lipca 2009 reporter Radia Eska Nowy Sącz.)
- Sylwia Szczepaniak – od sierpnia 2008 do 23 Stycznia 2009 "Wieczór z Blondynką"

Informacja:
- Dariusz Ryś (styczeń 2009 – czerwiec 2009 RMF MAXXX, potem reporter Radia Eska Nowy Sącz)
- Joanna Zoń
- Renata Pasiut (potem nowosądecka reporterka RMF MAXXX)
- Wiesław Turek
- Agnieszka Michalik

Prezenterzy którzy pracowali w Radiu Galicja:
- Maciej Walencow – Poranny Program Radia Galicja
- Alicja Stolarczyk – Poranny Program Radia Galicja (obecnie jest reporterką Radia Kraków w Nowym Sączu)
- Maciej Wodziński – Reporter z Gorlic (obecnie pracuje na tym samym stanowisku dla Radia Kraków)
- Józef Budacz – Reporter z Limanowej